# Großer Preis von China 2017
Der Große Preis von China 2017 (offiziell 2017 Formula 1 Heineken Chinese Grand Prix) fand am 9. April auf dem Shanghai International Circuit in Shanghai statt und war das zweite Rennen der Formel-1-Weltmeisterschaft 2017.

## Bericht

### Hintergründe
Nach dem Großen Preis von Australien führte Sebastian Vettel in der Fahrerwertung mit sieben Punkten vor Lewis Hamilton und mit zehn Punkten vor Valtteri Bottas. In der Konstrukteurswertung führte Ferrari mit vier Punkten vor Mercedes und mit 27 Punkten vor Red Bull.
Beim Großen Preis von China stellte Pirelli den Fahrern die Reifenmischungen P Zero Medium (weiß), P Zero Soft (gelb) und P Zero Supersoft (rot) sowie für Nässe Cinturato Intermediates (grün) und Cinturato Full-Wets (blau) zur Verfügung. Da die Bestellung der jedem Fahrer zur Verfügung stehenden Reifen jeder Mischung bereits vor den Testfahrten vor der Saison aufgegeben werden musste, legte die FIA im Vorfeld fest, dass jeder Fahrer sieben Reifensätze Supersoft, vier Sätze Soft und zwei Sätze Medium erhielt.
Im Vergleich zum Vorjahr gab es mehrere kleine Änderungen an der Strecke, in Kurve eins und Kurve acht wurden wegen der höheren Kurvengeschwindigkeiten der Fahrzeuge 2017 zusätzliche Reifenstapel installiert. In Kurve zwei wurde zwischen der Rennstrecke und der asphaltierten Auslaufzone ein neuer Streifen mit Rasengittersteinen angelegt, der die Fahrer am Verlassen der Strecke hindern soll. Zudem wurden dort sowie in Kurve drei und Kurve zwölf hinter den bereits existierenden Curbs weitere, fünf Zentimeter höhere Randsteine eingefügt, die drei Meter lang und etwa einen Meter breit sind. Außerdem wurde die Strecke im Bereich der Start-Ziel-Geraden neu asphaltiert.
Die DRS-Zonen blieben im Vergleich zum Vorjahr unverändert, der Messpunkt für die erste Zone befand sich 35 Meter vor Kurve 16, die Zone selbst lag auf der Start-Ziel-Geraden und begann 98 Meter nach der letzten Kurve. Der Messpunkt für die zweite DRS-Zone befand sich in Kurve zwölf, aktiviert werden durfte das DRS dann 752 Meter vor Kurve 14.
Nachdem er bereits das Rennen in Australien auslassen musste, wurde Pascal Wehrlein auch beim Großen Preis von China durch Antonio Giovinazzi ersetzt.
Daniil Kwjat (acht), Vettel (sechs), Carlos Sainz jr. (fünf), Kevin Magnussen, Esteban Ocon, Jolyon Palmer (jeweils vier), Sergio Pérez (jeweils drei), Bottas, Marcus Ericsson, Nico Hülkenberg, Felipe Massa, Kimi Räikkönen (jeweils zwei) und Max Verstappen (einer) gingen mit Strafpunkten ins Rennwochenende.
Mit Hamilton (viermal), Fernando Alonso (zweimal), Räikkönen und Vettel (jeweils einmal) traten vier ehemalige Sieger zu diesem Grand Prix an.
Rennkommissare waren Paul Gutjahr (CHE), Zheng Honghai (CHN), Mika Salo (FIN) und Vincenzo Spano (VEN).

### Training
Im ersten freien Training fuhr Verstappen mit einer Rundenzeit von 1:50,491 Minuten die Bestzeit vor Massa und Lance Stroll. Wegen Regens und der Smog-Belastung wurde das Training zweimal für längere Zeit aus Sicherheitsgründen unterbrochen, da der Rettungshubschrauber wegen der zu geringen Sicht im Bereich des zuständigen Krankenhauses nicht hätte landen können. In den verbleibenden 22 Minuten fuhren nur 14 Fahrer eine gezeitete Runde.
Aus den gleichen Gründen wurde das zweite freie Training abgesagt.
Im dritten freien Training fuhr Vettel in 1:33,336 Minuten die schnellste Rundenzeit vor Räikkönen und Bottas.

### Qualifying
Das Qualifying bestand aus drei Teilen mit einer Nettolaufzeit von 45 Minuten. Im ersten Qualifying-Segment (Q1) hatten die Fahrer 18 Minuten Zeit, um sich für das Rennen zu qualifizieren. Alle Fahrer, die im ersten Abschnitt eine Zeit erzielten, die maximal 107 Prozent der schnellsten Rundenzeit betrug, qualifizierten sich für den Grand Prix. Die besten 15 Fahrer erreichten den nächsten Teil. Vettel war Schnellster. Die Ferrari-Piloten erzielten dabei ihre Zeit auf Soft-Reifen, alle anderen fuhren Supersoft. Verstappen beklagte über Boxenfunk ein Problem mit seinem Motor. Romain Grosjean und Giovinazzi drehten sich auf ihren gezeiteten Runden ausgangs Kurve 16, Giovinazzi schlug dabei in die Streckenbegrenzung ein und beschädigte sein Auto schwer. Da dies kurz vor dem Ende des Abschnitts passierte, gelang den meisten anderen Fahrern keine Verbesserung mehr. Grosjean und Palmer verbesserten sich dennoch, weshalb die Rennkommissare Untersuchungen gegen sie einleiteten. Ocon, Verstappen, Palmer, Grosjean und Stoffel Vandoorne schieden aus.
Der zweite Abschnitt (Q2) dauerte 15 Minuten und begann wegen des Unfalls von Giovinazzi mit zehn Minuten Verspätung. Die schnellsten zehn Piloten qualifizierten sich für den dritten Teil des Qualifyings. Räikkönen war Schnellster. Giovinazzi, der nach seinem Unfall keine Zeit setzte, Ericsson, Alonso, Magnussen und Sainz jr. schieden aus.
Der letzte Abschnitt (Q3) ging über eine Zeit von zwölf Minuten, in denen die ersten zehn Startpositionen vergeben wurden. Hamilton fuhr mit einer Rundenzeit von 1:31,678 Minuten die Bestzeit vor Vettel und Bottas. Es war die 63. Pole-Position für Hamilton und die schnellste jemals erzielte Rundenzeit auf dieser Strecke. Außerdem errang Hamilton seine sechste Pole-Position beim Großen Preis von China.
Grosjean und Palmer wurden um fünf Startplätze nach hinten versetzt, weil sie die doppelt geschwenkten gelben Flaggen ignoriert hatten; beide erhielten zudem drei Strafpunkte. Auch Giovinazzi wurde um fünf Plätze nach hinten versetzt, weil sein Getriebe gewechselt wurde.

### Rennen
Vor dem Start war die Strecke nass, es fiel jedoch kein Regen mehr. Sainz jr. entschied sich als einziger Pilot für Trockenreifen, er startete auf Supersoft. Alle anderen Piloten verwendeten Intermediates. Bereits am Ende der Einführungsrunde wechselte Palmer ebenfalls auf Trockenreifen.
Beim Start stand Vettel um rund einen Meter versetzt an seiner Startposition. Die Rennkommissare untersuchten dies später, sprachen jedoch keine Strafe aus. Hamilton blieb vor Vettel und Bottas, Ricciardo überholte Räikkönen und war nun Vierter. Im hinteren Teil des Feldes überholte Verstappen mehrere Piloten, außerdem kollidierte Pérez mit Stroll. Während Pérez weiterfuhr, schied Stroll mit einem Aufhängungsbruch aus. Hülkenberg wechselte am Ende der ersten Runde auf Soft-Reifen und fiel auf den letzten Platz hinter Sainz jr., der auf den Trockenreifen viele Positionen verloren und sich zudem gedreht hatte, zurück. Damit das Fahrzeug von Stroll geborgen werden konnte, rief die Rennleitung eine virtuelle Safety-Car-Phase aus.
Eine Runde später wechselten Vettel, Kwjat, Alonso, Massa, Pérez, Magnussen, Ericsson, Ocon, Grosjean, Giovinazzi und Vandoorne auf Trockenreifen. Grosjean verließ die Boxengasse unmittelbar vor Hülkenberg, der dies jedoch übersah und Grosjean überholte. Am Ende der Runde wurde das Rennen wieder freigegeben. Auf der immer noch feuchten Fahrbahn verlor Giovinazzi auf der Start-Ziel-Geraden die Kontrolle über seinen Sauber und schlug in die Streckenbegrenzung ein. Da diverse Trümmer auf der Strecke lagen, wurde das Safety-Car auf die Strecke geschickt, das Feld wurde hinter dem Safety-Car durch die Boxengasse geführt. Genau zu diesem Zeitpunkt griff Hülkenberg den vor ihm fahrenden Ericsson an und überholte ihn. Alle Piloten, die noch Intermediates montiert hatten, nutzen die Safety-Car-Phase zum Reifenwechsel.
Hamilton führte nun vor Ricciardo, Räikkönen, Verstappen, Bottas, Vettel, Sainz jr., Alonso, Kwjat und Massa. Das Rennen wurde am Ende von Runde sieben wieder freigegeben. Bottas drehte sich beim Anwärmen der Reifen und fiel auf Rang zwölf zurück. Pérez überholte unmittelbar nach der Freigabe des Rennens Massa und Kwjat, Verstappen ging an Räikkönen vorbei.
Hülkenberg erhielt eine Fünf-Sekunden-Zeitstrafe für das Überholen von Grosjean, eine Zehn-Sekunden-Zeitstrafe für das Überholen von Ericsson sowie jeweils zwei Strafpunkte für jedes Vergehen. Hamilton und Bottas fuhren die schnellsten Runden des Rennens, Hamilton setzte sich somit an der Spitze ab. Bottas überholte in Runde 18 Magnussen und war nun Neunter.
Vettel überholte in Runde 20 Räikkönen und zwei Runden später Ricciardo, dabei kam es zu einer leichten Berührung der Reifen. Bottas holte auf Alonso auf und überholte ihn in Runde 25. Vettel schloss auf Verstappen auf und setzte ihn unter Druck. Verstappen, dessen Supersoft-Reifen bereits stark abgefahren waren, verbremste sich, so dass Vettel vorbeiging. Verstappen wechselte eine Rude später erneut auf Supersoft und fiel auf den sechsten Platz zurück. Mit den frischen Reifen schloss er auf er auf Bottas auf und überholte ihn in Runde 33. Am Ende der Runde wechselte Ricciardo ebenfalls erneut auf  Supersoft, er lag nun auf Platz sechs. Vettel wechselte in Runde 34 auf Soft, Räikkönen ging dabei an ihm vorbei. Alonso stellte sein Fahrzeug mit einem technischen Defekt ab. Eine weitere Runde später wechselte Bottas auf Soft und war nun Siebter, danach wechselte auch Hamilton erneut auf Soft, er blieb in Führung. Danach wechselte mit Räikkönen der letzte Fahrer der Spitzengruppe die Reifen, er fuhr für den letzten Stint Supersoft.
Räikkönen schloss auf Sainz jr. auf und überholte ihn, auch Bottas ging in Runde 44 an Sainz jr. vorbei. Ocon überholte Massa und war nun Zehnter, Magnussen überholte Pérez und lag somit auf Platz acht. Massa und Pérez wechselten in Runde 49 noch einmal auf Supersoft.
Hamilton gewann das Rennen vor Vettel und Verstappen. Es war der 54. Sieg von Hamilton in der Formel-1-Weltmeisterschaft. Da er von der Pole-Position startete, jede Runde des Rennens anführte und die schnellste Rennrunde fuhr, erzielte er einen sogenannten Grand Slam. Verstappen erzielte die erste Podiumsplatzierung seit dem Großen Preis von Brasilien 2016. Die restlichen Punkteplatzierungen erzielten Ricciardo, Räikkönen, Bottas, Sainz jr., Magnussen, Pérez und Ocon. Magnussen erzielte seine ersten Punkte für das Haas-Team.
In der Fahrerwertung führten Hamilton und Vettel nun punktgleich vor Verstappen, in der Konstrukteurswertung lag Mercedes vor Ferrari und Red Bull Racing.

## Meldeliste
| Team                          | Nr. | Fahrer             | Chassis                   | Motor                         | Reifen |
| ----------------------------- | --- | ------------------ | ------------------------- | ----------------------------- | ------ |
| Mercedes AMG Petronas F1 Team | 44  | Lewis Hamilton     | Mercedes F1 W08 EQ Power+ | Mercedes-AMG F1 M08 EQ Power+ | P      |
| Mercedes AMG Petronas F1 Team | 77  | Valtteri Bottas    | Mercedes F1 W08 EQ Power+ | Mercedes-AMG F1 M08 EQ Power+ | P      |
| Red Bull Racing               | 03  | Daniel Ricciardo   | Red Bull RB13             | TAG Heuer                     | P      |
| Red Bull Racing               | 33  | Max Verstappen     | Red Bull RB13             | TAG Heuer                     | P      |
| Scuderia Ferrari              | 05  | Sebastian Vettel   | Ferrari SF70H             | Ferrari 062                   | P      |
| Scuderia Ferrari              | 07  | Kimi Räikkönen     | Ferrari SF70H             | Ferrari 062                   | P      |
| Sahara Force India F1 Team    | 11  | Sergio Pérez       | Force India VJM10         | Mercedes-AMG F1 M08 EQ Power+ | P      |
| Sahara Force India F1 Team    | 31  | Esteban Ocon       | Force India VJM10         | Mercedes-AMG F1 M08 EQ Power+ | P      |
| Williams Martini Racing       | 19  | Felipe Massa       | Williams FW40             | Mercedes-AMG F1 M08 EQ Power+ | P      |
| Williams Martini Racing       | 18  | Lance Stroll       | Williams FW40             | Mercedes-AMG F1 M08 EQ Power+ | P      |
| McLaren Honda                 | 14  | Fernando Alonso    | McLaren MCL32             | Honda RA617H                  | P      |
| McLaren Honda                 | 02  | Stoffel Vandoorne  | McLaren MCL32             | Honda RA617H                  | P      |
| Scuderia Toro Rosso           | 26  | Daniil Kwjat       | Toro Rosso STR12          | Renault R.E.17                | P      |
| Scuderia Toro Rosso           | 55  | Carlos Sainz jr.   | Toro Rosso STR12          | Renault R.E.17                | P      |
| Haas F1 Team                  | 08  | Romain Grosjean    | Haas VF-17                | Ferrari 062                   | P      |
| Haas F1 Team                  | 20  | Kevin Magnussen    | Haas VF-17                | Ferrari 062                   | P      |
| Renault Sport F1 Team         | 27  | Nico Hülkenberg    | Renault R.S.17            | Renault R.E.17                | P      |
| Renault Sport F1 Team         | 30  | Jolyon Palmer      | Renault R.S.17            | Renault R.E.17                | P      |
| Sauber F1 Team                | 09  | Marcus Ericsson    | Sauber C36                | Ferrari 061                   | P      |
| Sauber F1 Team                | 36  | Antonio Giovinazzi | Sauber C36                | Ferrari 061                   | P      |

## Klassifikationen

### Qualifying
| Pos.                                                                      | Fahrer             | Konstrukteur         | Q1       | Q2         | Q3       | Start |
| ------------------------------------------------------------------------- | ------------------ | -------------------- | -------- | ---------- | -------- | ----- |
| 01                                                                        | Lewis Hamilton     | Mercedes             | 1:33,333 | 1:32,406   | 1:31,678 | 01    |
| 02                                                                        | Sebastian Vettel   | Ferrari              | 1:33,078 | 1:32,391   | 1:31,864 | 02    |
| 03                                                                        | Valtteri Bottas    | Mercedes             | 1:33,684 | 1:32,552   | 1:31,865 | 03    |
| 04                                                                        | Kimi Räikkönen     | Ferrari              | 1:33,341 | 1:32,181   | 1:32,140 | 04    |
| 05                                                                        | Daniel Ricciardo   | Red Bull-TAG Heuer   | 1:34,041 | 1:33,546   | 1:33,033 | 05    |
| 06                                                                        | Felipe Massa       | Williams-Mercedes    | 1:34,205 | 1:33,759   | 1:33,507 | 06    |
| 07                                                                        | Nico Hülkenberg    | Renault              | 1:34,453 | 1:33,636   | 1:33,580 | 07    |
| 08                                                                        | Sergio Pérez       | Force India-Mercedes | 1:34,657 | 1:33,920   | 1:33,706 | 08    |
| 09                                                                        | Daniil Kwjat       | Toro Rosso-Renault   | 1:34,440 | 1:34,034   | 1:33,719 | 09    |
| 10                                                                        | Lance Stroll       | Williams-Mercedes    | 1:33,986 | 1:34,090   | 1:34,220 | 10    |
| 11                                                                        | Carlos Sainz jr.   | Toro Rosso-Renault   | 1:34,567 | 1:34,150   | –        | 11    |
| 12                                                                        | Kevin Magnussen    | Haas-Ferrari         | 1:34,942 | 1:34,164   | –        | 12    |
| 13                                                                        | Fernando Alonso    | McLaren-Honda        | 1:34,499 | 1:34,372   | –        | 13    |
| 14                                                                        | Marcus Ericsson    | Sauber-Ferrari       | 1:34,892 | 1:35,046   | –        | 14    |
| 15                                                                        | Antonio Giovinazzi | Sauber-Ferrari       | 1:34,963 | keine Zeit | –        | 18    |
| 16                                                                        | Stoffel Vandoorne  | McLaren-Honda        | 1:35,023 | –          | –        | 15    |
| 17                                                                        | Romain Grosjean    | Haas-Ferrari         | 1:35,223 | –          | –        | 19    |
| 18                                                                        | Jolyon Palmer      | Renault              | 1:35,279 | –          | –        | 20    |
| 19                                                                        | Max Verstappen     | Red Bull-TAG Heuer   | 1:35,433 | –          | –        | 16    |
| 20                                                                        | Esteban Ocon       | Force India-Mercedes | 1:35,496 | –          | –        | 17    |
| 107-Prozent-Zeit: 1:39,539 min (bezogen auf Q1-Bestzeit von 1:33,078 min) |                    |                      |          |            |          |       |

Anmerkungen
1. ↑  Giovinazzi wurde wegen eines vorzeitigen Getriebewechsels um fünf Positionen nach hinten versetzt.
2. ↑  Grosjean wurde wegen des Ignorierens von doppelt geschwenkten gelben Flaggen im Qualifying um fünf Positionen nach hinten versetzt.
3. ↑  Palmer wurde wegen des Ignorierens von doppelt geschwenkten gelben Flaggen im Qualifying um fünf Positionen nach hinten versetzt.

### Rennen
| Pos. | Fahrer             | Konstrukteur         | Runden | Stopps | Zeit        | Start | Schnellste Runde |
| ---- | ------------------ | -------------------- | ------ | ------ | ----------- | ----- | ---------------- |
| 01   | Lewis Hamilton     | Mercedes             | 56     | 4      | 1:37:36,158 | 01    | 1:35,378 (44.)   |
| 02   | Sebastian Vettel   | Ferrari              | 56     | 5      | + 6,250     | 02    | 1:35,456 (40.)   |
| 03   | Max Verstappen     | Red Bull-TAG Heuer   | 56     | 4      | + 45,192    | 16    | 1:36,722 (31.)   |
| 04   | Daniel Ricciardo   | Red Bull-TAG Heuer   | 56     | 4      | + 46,035    | 05    | 1:36,791 (36.)   |
| 05   | Kimi Räikkönen     | Ferrari              | 56     | 4      | + 48,076    | 04    | 1:36,003 (42.)   |
| 06   | Valtteri Bottas    | Mercedes             | 56     | 4      | + 48,808    | 03    | 1:35,849 (41.)   |
| 07   | Carlos Sainz jr.   | Toro Rosso-Renault   | 56     | 4      | + 1:12,893  | 11    | 1:37,398 (30.)   |
| 08   | Kevin Magnussen    | Haas-Ferrari         | 55     | 5      | + 1 Runde   | 12    | 1:37,528 (35.)   |
| 09   | Sergio Pérez       | Force India-Mercedes | 55     | 6      | + 1 Runde   | 08    | 1:36,531 (55.)   |
| 10   | Esteban Ocon       | Force India-Mercedes | 55     | 5      | + 1 Runde   | 17    | 1:37,036 (55.)   |
| 11   | Romain Grosjean    | Haas-Ferrari         | 55     | 5      | + 1 Runde   | 19    | 1:37,551 (50.)   |
| 12   | Nico Hülkenberg    | Renault              | 55     | 5      | + 1 Runde   | 07    | 1:38,015 (36.)   |
| 13   | Jolyon Palmer      | Renault              | 55     | 4      | + 1 Runde   | 20    | 1:38,181 (47.)   |
| 14   | Felipe Massa       | Williams-Mercedes    | 55     | 6      | + 1 Runde   | 06    | 1:36,511 (50.)   |
| 15   | Marcus Ericsson    | Sauber-Ferrari       | 55     | 4      | + 1 Runde   | 14    | 1:39,735 (50.)   |
| –    | Fernando Alonso    | McLaren-Honda        | 33     | 4      | DNF         | 13    | 1:39,496 (31.)   |
| –    | Daniil Kwjat       | Toro Rosso-Renault   | 18     | 4      | DNF         | 09    | 1:40,090 (18.)   |
| –    | Stoffel Vandoorne  | McLaren-Honda        | 17     | 4      | DNF         | 15    | 1:41,460 (15.)   |
| –    | Antonio Giovinazzi | Sauber-Ferrari       | 3      | 1      | DNF         | 18    | –                |
| –    | Lance Stroll       | Williams-Mercedes    | 0      | 0      | DNF         | 10    | –                |

Anmerkungen
1. ↑  Die Runden, in denen das Feld während der Safety-Car-Phase durch die Box geführt wurde, wurden von der FIA statistisch als Boxenstopp erfasst.
2. ↑  Da die Runden hinter dem Virtuellen Safety Car nicht für die schnellste Rennrunde gewertet werden und bereits in der ersten Runde eine Virtuelle Safety-Car-Phase ausgerufen wurde, wurde bei Giovinazzi keine Rundenzeit gewertet, obwohl er drei Runden im Rennen zurücklegte.

## WM-Stände nach dem Rennen
Die ersten zehn des Rennens bekamen 25, 18, 15, 12, 10, 8, 6, 4, 2 bzw. 1 Punkt(e).

### Fahrerwertung
| Pos. | Fahrer           | Konstrukteur         | Punkte |
| ---- | ---------------- | -------------------- | ------ |
| 01   | Sebastian Vettel | Ferrari              | 43     |
| 01   | Lewis Hamilton   | Mercedes             | 43     |
| 03   | Max Verstappen   | Red Bull-TAG Heuer   | 25     |
| 04   | Valtteri Bottas  | Mercedes             | 23     |
| 05   | Kimi Räikkönen   | Ferrari              | 22     |
| 06   | Daniel Ricciardo | Red Bull-TAG Heuer   | 12     |
| 07   | Carlos Sainz jr. | Toro Rosso-Renault   | 10     |
| 08   | Felipe Massa     | Williams-Mercedes    | 8      |
| 09   | Sergio Pérez     | Force India-Mercedes | 8      |
| 10   | Kevin Magnussen  | Haas-Ferrari         | 4      |

| Pos. | Fahrer             | Konstrukteur         | Punkte |
| ---- | ------------------ | -------------------- | ------ |
| 11   | Daniil Kwjat       | Toro Rosso-Renault   | 2      |
| 12   | Esteban Ocon       | Force India-Mercedes | 2      |
| 13   | Nico Hülkenberg    | Renault              | 0      |
| 14   | Romain Grosjean    | Haas-Ferrari         | 0      |
| 15   | Antonio Giovinazzi | Sauber-Ferrari       | 0      |
| 16   | Stoffel Vandoorne  | McLaren-Honda        | 0      |
| 17   | Jolyon Palmer      | Renault              | 0      |
| 18   | Marcus Ericsson    | Sauber-Ferrari       | 0      |
| –    | Fernando Alonso    | McLaren-Honda        | 0      |
| –    | Lance Stroll       | Williams-Mercedes    | 0      |

### Konstrukteurswertung
| Pos. | Konstrukteur         | Punkte |
| ---- | -------------------- | ------ |
| 1    | Mercedes             | 66     |
| 2    | Ferrari              | 65     |
| 3    | Red Bull-TAG Heuer   | 37     |
| 4    | Toro Rosso-Renault   | 12     |
| 5    | Force India-Mercedes | 10     |

| Pos. | Konstrukteur      | Punkte |
| ---- | ----------------- | ------ |
| 06   | Williams-Mercedes | 8      |
| 07   | Haas-Ferrari      | 4      |
| 08   | Renault           | 0      |
| 09   | Sauber-Ferrari    | 0      |
| 10   | McLaren-Honda     | 0      |